# Jamal Adams
Jamal Adams (Lewisville, 17 ottobre 1995) è un giocatore di football americano statunitense che milita nel ruolo di safety per i Las Vegas Raiders della National Football League (NFL).

## Carriera universitaria
Adams al college giocò a football con gli LSU Tigers dal 2014 al 2016. Nella sua ultima stagione fu inserito nella formazione ideale della Southeastern Conference e nel Second-team All-American, chiudendo la sua carriera nel college football con 209 tackle e 5 intercetti.

## Carriera professionistica

### New York Jets

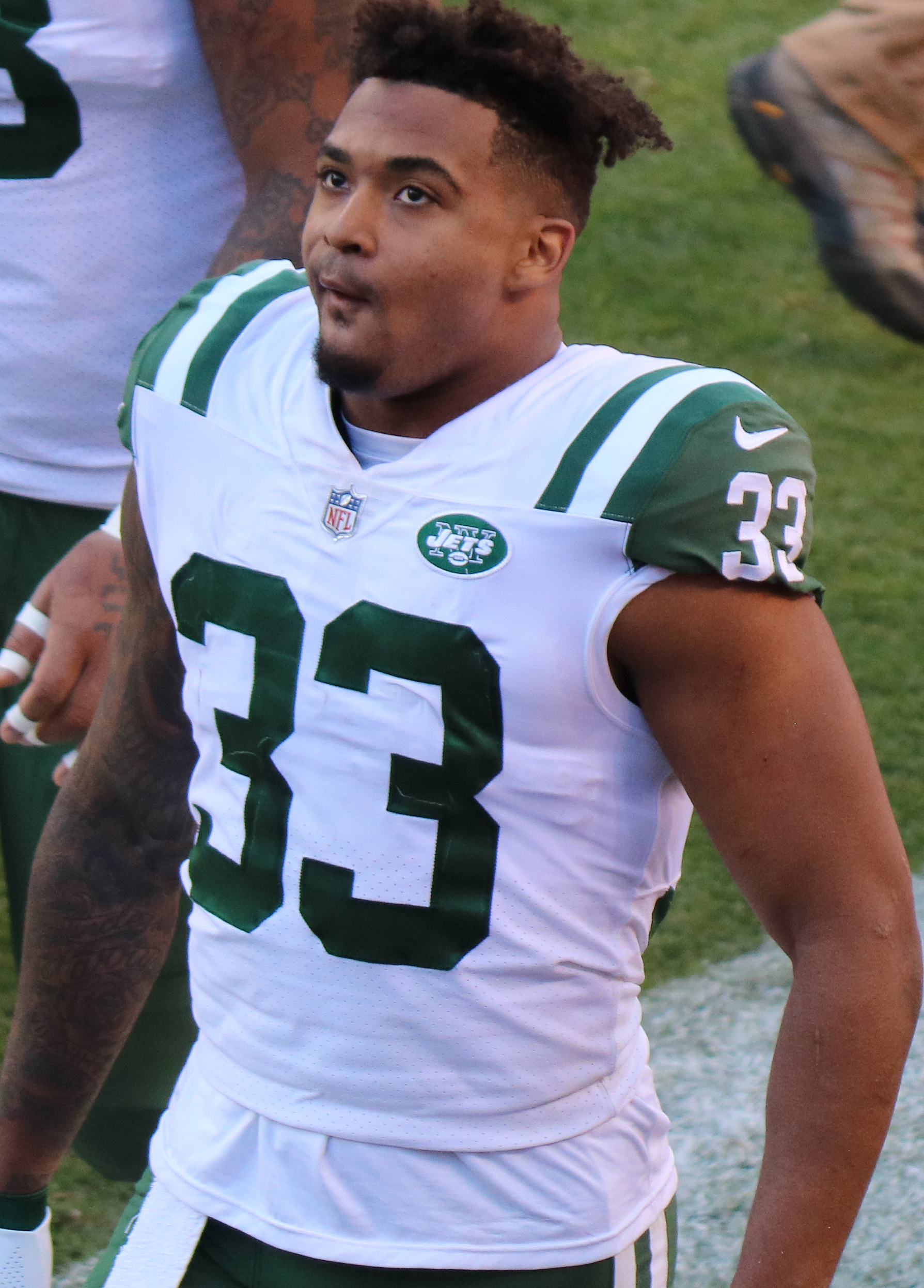
Adams nel 2017

Il 27 aprile 2017, Adams fu scelto come sesto assoluto nel Draft NFL 2017 dai New York Jets. Debuttò come professionista partendo come titolare nella gara del primo turno contro i Buffalo Bills mettendo a segno 5 tackle. Il primo sack in carriera lo mise a segno nel terzo turno su Jay Cutler dei Miami Dolphins. La sua prima stagione si chiuse al terzo posto tra i debuttanti della NFL con 83 tackle, venendo inserito nella formazione ideale dei rookie dalla Pro Football Writers of America.
Nel 2018 Adams fu convocato per il suo primo Pro Bowl e inserito nel Second-team All-Pro dopo avere fatto registrare i nuovi primati personali in tackle (115), sack (3,5), intercetti (1) e fumble forzati (3).
Nel decimo turno della stagione 2019 Adams compì l'azione decisiva della partita strappando il pallone al quarterback dei New York Giants Daniel Jones e ritornando il pallone per 25 yard in touchdown. La sua partita si chiuse con 9 tackle, 2 sack e 2 fumble forzati, venendo premiato come miglior difensore della AFC della settimana. A fine stagione fu convocato per il suo secondo Pro Bowl e inserito nel First-team All-Pro dopo avere messo a segno 75 tackle e 6,5 sack.

### Seattle Seahawks

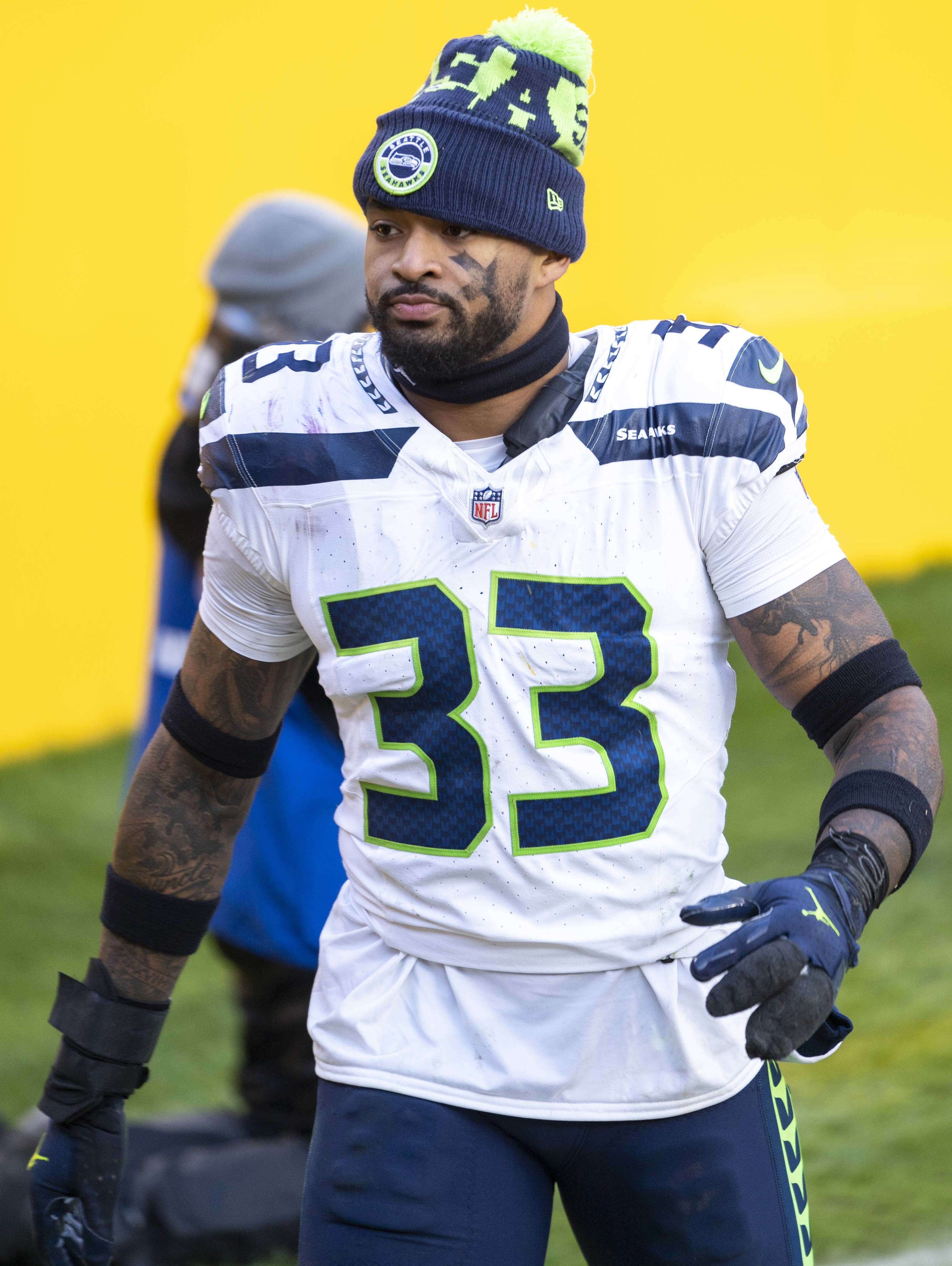
Adams nel 2020

Dopo aver richiesto la cessione da parte dei Jets ed aver indicato le sei squadre nelle quali avrebbe voluto giocare, il 25 luglio Adams venne ceduto, insieme a una scelta del quarto giro del Draft 2022, ai Seattle Seahawks (una delle sei squadre indicate dal giocatore) in cambio di Bradley McDougald, due scelte del primo giro del Draft (2021 e 2022) e una terza scelta (2021). Nella prima partita con la nuova maglia guidò la squadra con 12 tackle e mise a segno un sack nella vittoria in casa degli Atlanta Falcons per 38-25. La settimana successiva guidò nuovamente la squadra con 10 placcaggi e un sack nella vittoria sui New England Patriots. Nella settimana 3 si infortunò all'inguine venendo costretto a saltare le successive quattro partite e facendo ritorno in campo nel nono turno contro i Buffalo Bills. Nella settimana 14 con un sack contro i suoi ex Jets giunse a quota 8,5 in stagione, un nuovo record NFL per un defensive back. A fine stagione fu convocato per il suo terzo Pro Bowl (non disputato a causa della pandemia di COVID-19) e inserito nel Second-team All-Pro.
Il 17 agosto 2021 Adams firmò con i Seahawks un rinnovo quadriennale del valore di 70 milioni di dollari (38 milioni garantiti) che lo rese la safety più pagata della lega.
Nella prima partita della stagione 2022, durante un tentativo di sack sul suo ex compagno Russell Wilson, Adams si ruppe il quadricipite, venendo costretto a un’operazione chirurgica e a chiudere la sua annata.
Adams tornò in campo nel Monday Night Football del quarto turno della stagione 2023 contro i New York Giants ma la sua partita durò solamente 9 snap a causa di una commozione cerebrale subita. La sua ultima stagione a Seattle si chiuse con 9 presenze, tutte come titolare, 48 placcaggi e 2 passaggi deviati.
Il 5 marzo 2024 Adams fu svincolato.

### Tennessee Titans
L'11 giugno 2024 Adams firmó un contratto di un anno con i Tennessee Titans. Dopo avere disputato solo tre gare, il 17 ottobre 2024 fu svincolato.

### Detroit Lions
Il 1º dicembre 2024 Adams firmò con la squadra di allenamento dei Detroit Lions. Adams fece due presenze con i Lions, in cui mise a tabellino tre tackle. Fu svincolato il 1° gennaio 2025.

### Las Vegas Raiders
Il 22 luglio 2025 Adams firmò con i Las Vegas Raiders, dove ritrovò il suo ex capo-allenatore ai Seahawks Pete Carroll che lo spostò nel ruolo di linebacker.

## Palmarès
- Convocazioni al Pro Bowl: 3

2018, 2019, 2020
- First-team All-Pro: 1

2019
- Second-team All-Pro: 2

2018, 2020
- MVP del Pro Bowl: 1

2018
- Difensore della AFC della settimana: 1

10ª del 2019
- PFWA All-Rookie Team - 2017

## Famiglia
Il padre di Jamal Adams, il running back George Adams giocò nella National Football League dal 1985 al 1991, vincendo un Super Bowl con i New York Giants.